# Anna Lesko Video Collection
Anna Lesko Video Collection este un DVD, lansat de Anna Lesko în anul 2007. DVD-ul cuprinde toate videoclipurile artistei lansate până atunci, o galerie foto și un interviu cu Lesko.